# Hess Mountains
Hess Mountains är ett berg i Antarktis. Det ligger i Västantarktis. Argentina, Chile och Storbritannien gör anspråk på området. Toppen på Hess Mountains är 1 500 meter över havet.
Terrängen runt Hess Mountains är kuperad söderut, men norrut är den bergig. Trakten är obefolkad. Det finns inga samhällen i närheten.